# 데이브 슐츠 (레슬링 선수)
데이비드 레슬리 "데이브" 슐츠(영어: David Lesley "Dave" Schultz, 1959년 6월 6일~1996년 1월 26일)는 미국의 레슬링 선수, 지도자이다. 1984년 하계 올림픽에서 남자 자유형 웰터급 금메달을 획득했고 세계 레슬링 선수권 대회에서 금메달 1개를 포함하여 메달 6개를 획득했다.
동생인 마크도 레슬링 선수로 활약했으며, 1984년 올림픽에서 함께 금메달을 획득했다. 슐츠 형제는 올림픽 레슬링과 세계 선수권 대회에서 모두 우승한 3형제(다른 두 형제는 러시아의 부바이사르와 아담 사이티예프 형제, 아나톨리와 세르게이 벨로글라조프 형제이다.) 중 하나이다. 슐츠 형제는 미국 레슬링 역사상 가장 많은 세계 대회와 NCAA 선수권을 우승한 형제이기도 하다.
1995년에 현역 생활을 마쳤고 1996년 레슬링 후원자이자 억만장자 자선가인 존 듀폰이 펜실베이니아주의 사유지에 세운 폭스캐처 팀의 코치로 활동하던 중 듀폰에게 총으로 살해당했다. 사후인 1997년에 미국 레슬링 명예의 전당에 헌액되었고, 1999년부터 그를 추모하기 위한 레슬링 대회인 데이브 슐츠 추모 대회가 개최되고 있다.